# Borghild
Borghild är ett fornnordiskt kvinnonamn som är sammansatt av orden borg som betyder beskydd och hildr som betyder strid. Äldsta belägg i Sverige är ända från 1000-talet. Namnet är ovanligt i Sverige. I Norge är namnet vanligare.[källa behövs]
Den 31 december 2014 fanns det totalt 377 kvinnor folkbokförda i Sverige med namnet Borghild, varav 116 bar det som tilltalsnamn.
Namnsdag: 28 maj, (1986–1992: 19 oktober)

## Personer med namnet Borghild
- Borghild Arnér, svensk viskompositör
- Borghild Langaard, norsk sångerska
- Borghild Olavsdotter, frilla till den norske kungen Sigurd Jorsalafarare
- Borghild Rud, norsk illustratör
- Borghild Tenden, norsk politiker